# Куліші (Дніпровський район)
Куліші́ — село в Україні, у Петриківській селищній громаді Дніпровського району Дніпропетровської області. Населення за переписом 2001 року становить 166 осіб.

## Географія

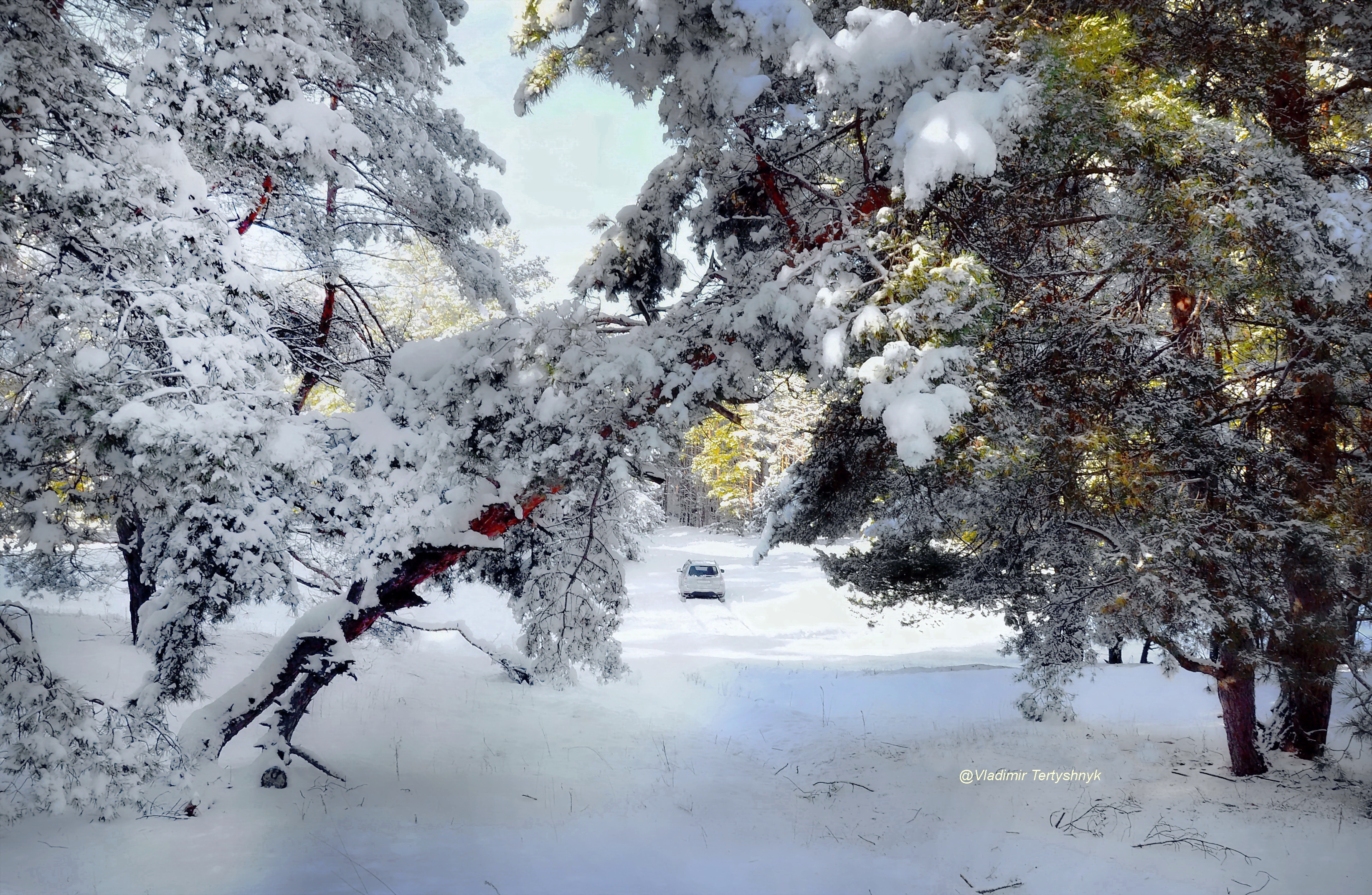
Дорога до села Куліші взимку

Село Куліші розташоване на лівому березі Кам'янського водосховища (річка Дніпро), нижче за течією на відстані 3 км розташоване місто Кам'янське, за 3,5 км розташоване сусіднє село Радісне. До села примикають великі масиви садових ділянок. Через село пролягають автошляхи Т 0412 та С041206.

## Населення

### Мова
Розподіл населення за рідною мовою за даними перепису 2001 року:
| Мова            | Кількість | Відсоток |
| --------------- | --------- | -------- |
| українська      | 144       | 86,75 %  |
| російська       | 18        | 10,85 %  |
| білоруська      | 1         | 0,6 %    |
| румунська       | 1         | 0,6 %    |
| інші/не вказали | 2         | 1,2 %    |
| Всього:         | 166       | 100 %    |